# Chiềng La
Chiềng La là một xã thuộc huyện Thuận Châu, tỉnh Sơn La, Việt Nam.
Xã Chiềng La có diện tích 27,82 km², dân số năm 1999 là 2108 người, mật độ dân số đạt 76 người/km².